# 总六塘河
总六塘河位于中国江苏省北部，为淮沭河左岸支流，明末称拦马河，清初改称六塘河。清康熙二十四年（1685年），河道总督靳辅主持开挖南、北六塘河并向上延伸与总六塘河相接。1958年兴建分淮入沂工程，淮沭河将总六塘河与北六塘河隔断后，总六塘河遂成为淮沭河支流。今总六塘河北起宿迁市井头乡骆马湖南岸洋河滩的杨河滩闸，东南流经宿迁市宿豫区东部，泗阳县中部，沿泗阳县与淮安市边界东北流，至王集镇吴方塘村东南入淮沭河。全长69.5公里，流域面积598平方公里。